# Batalha de Kulm
A Batalha de Kulm foi um confronto militar travado na cidade de Kulm (Chlumec) e no vilarejo de Přestanov, na região norte da Boêmia. A luta foi travada entre 29 e 30 de agosto de 1813, durante a Guerra da Sexta Coalizão. Cerca de 32 000 soldados franceses, sob comando de Dominique Vandamme, atacaram cerca de 60 000 combatentes austríacos, russos e prussianos, sob comando de Alexander Ostermann-Tolstoy.

## A batalha
Em meados 1813, após a vitória de Napoleão na batalha de Dresden, Vandamme foi enviado para perseguir as forças aliadas que estavam em retirada. Os marechais Laurent de Gouvion Saint-Cyr e Auguste Marmont foram enviados para apoiá-lo. Nas proximidades da cidade de Kulm (na atual região da República Tcheca), as tropas francesas alcançaram as forças da Coalizão. Vandamme atacou no dia 29 de agosto mas foi repelido. Os russos e austríacos esperaram então os reforços prussianos e atacaram no dia seguinte, forçando o recuo dos soldados imperiais franceses. Ambos os lados sofreram pesadas baixas. Napoleão foi então forçado a reconsiderar sua ofensiva na região da Europa Central. Dois meses depois, a França era derrotada pelos aliados na decisiva batalha de Leipzig.